# أرنو هولتس
أرنو هولتس (بالألمانية: Arno Holz). هو كاتب وشاعر ألماني. ولد عام 1863 في راستنبورج، ومات عام 1929 في برلين. جاء هولتس في عام 1875 إلى برلين. وقدم مع صديقه يوهانس شلاف نماذج لكيفية كتابة الأدب الطبيعي. فكتبا تحت اسم مستعار هو بيارنه هولمزن. وظهرت مجموعته الشعرية (كتاب العصر-أغاني الحداثة) في الفترة من 1885 حتى 1886.

## أعماله
- بابا هاملت «Papa Hamlet» (مخطوطة بالاشتراك مع يوهانس شلاف 1889).
- عائلة زليكه «Die Familie» (بالاشتراك مع يوهانس شلاف، مسرحية 1890).
- الفن: جوهره وقواعده (1892/1891).
- فانتازوس «Phantasus» (قصائد 1899/1898).

## روابط خارجية
- أرنو هولتس على موقع IMDb (الإنجليزية)
- أرنو هولتس على موقع ميوزك برينز (الإنجليزية)
- أرنو هولتس على موقع ديسكوغز (الإنجليزية)